# 蒙民偉
蒙民偉，GBS（1927年11月7日—2010年7月21日），生於香港，祖籍廣東番禺，祖居廣州，是香港信興集團創辦人及董事長，代理樂聲牌家庭電器及影音產品，人稱「蒙叔」，有「電器大王」之稱，同時兼任東亞銀行非執行董事。他亦熱心於公益事務，尤其於教育方面，一些大學（清华大学、北京大学、南开大学、南京大学、浙江大学、國立清華大學、嶺南大學、香港大學、香港中文大學、香港科技大學、香港理工大學、香港城市大學、香港浸會大學、香港都會大學、香港教育大學）及中學（中華基督教會蒙民偉書院）的設施都以其命名。2010年7月21日在香港養和醫院病逝，終年82歲。

## 生平

### 背景
蒙民偉的雙親是為在日本出生的第二代華僑，其祖父及外祖父在明治期間移居九州長崎，父母在第一次世界大戰剛結束後成婚，按傳統回鄉祭祖，隨後在香港定居。父親蒙國平在三菱香港分公司任職，期間蒙民偉與大姊瑤英（Stella）、二兄民傑（Jeffrey）、四弟民德（Martin）及兩名妹妹瑤琴（Lillian）和瑤珍（Esther）先後出生。其後蒙國平辭去三菱的職務，與兩名弟弟合資經營裕信祥（Yue Shun Cheung），最初販賣電器用品，日後逐漸向多元化發展，包括建材、食品等出入口業務，是旭味（Asahi Aji）調味粉和花王石鹼（Kao Sekken）的香港代理。
在第二次世界大戰爆發前蒙民偉在喇沙書院就讀，香港日治時期他到廣州繼續了一年學業。1945年舉家遷返香港，蒙民偉於1946年重返喇沙完成最後一年高中課程，並參加清華大學入學試，獲取錄到北平選修航空工程，惟国共内战被迫中斷學業，並返港加入叔父的公司工作。1949年下半年蒙民偉被父親送往日本留學，雖然父母均能操流利日語，但由於日本侵華，中國人痛恨日本人，為怕被人誤會，兩人出外絕不會說日語，在家中大部分時間亦說粵語，而孩子們則全部使用粵語，故此蒙民偉剛到日本時連一個日本字母亦不會。他在留學期間寄居於父親三菱舊同事原清（Hara Kiyoshi）在東銀座的家中，年已22歲的他獲安排入讀千代田小學，被校內的小朋友稱為「大阿哥」（Oniichaman），僅用了1個月便唸完一年級，花了6個月便唸完小學課程，練得一口流利日語。

### 創業
蒙民偉在日本學習近兩年後回港，於1952年開設信和公司，從日本入口膠花、陶瓷等雜貨，在先施及永安等百貨公司出售。其父親一向與松下電器有業務往來，通過父親的推介，蒙民偉於1953年8月15日以3萬港元資本成立信興行（Shun Hing Hong），取意「有信則興」，開始與松下發展業務，公司連同蒙本人合共只有三人，當時信興行仍以入口雜貨為主，商品包括仿製真珠手袋、雨傘、運動鞋、塑膠電線等，以至78轉黑膠唱片。
信興行最初入口的「National」品牌產品是PL-420型真空管手提收音機，以电池發動，於1954年向松下訂購30部，對雙方而言均為大訂單，蒙民偉並為品牌取名「樂聲牌」。期間蒙民偉與松下的子公司松下電器貿易進行總代理權的商討，惟一直未能落實，最終蒙民偉與松下電器貿易行政總裁陣內恆雄（Jinnai Tsuneo）一同到位於大阪的松下總部會見松下幸之助，經蒙民偉游說後，兩人握手作實，松下將香港與澳門的總代理權交予信興行，此後雙方從沒有就總代理權簽署文件，是全世界松下代理中唯一沒有書面契約的代理。
取得代理權後，蒙民偉更加落力，更向未婚妻楊雪姬許諾要賣出1萬部收音機後才結婚。1957年松下向競爭對手索尼購買半导体器件再裝配成自家品牌的電晶體收音機，對沒有電力供應的地區及水上居民而言，用電池發動的電晶體收音機非常方便，香港雖然是小市場，但蒙民偉透過華商網絡，利用香港作為自由港的優勢，將松下的產品轉口到東南亞地區，利用大數量爭取更優惠價格，賺取差價，其再出口產品的價格甚至比當地松下代理店還低，如新加坡代理「Hagenmeyer」便曾向松下總公司投訴蒙民偉的水貨擾亂市場價格。蒙民偉僅花了一年，便於1958年達成銷售1萬部收音機的目標，並正式迎娶楊雪姬。

### 電飯煲

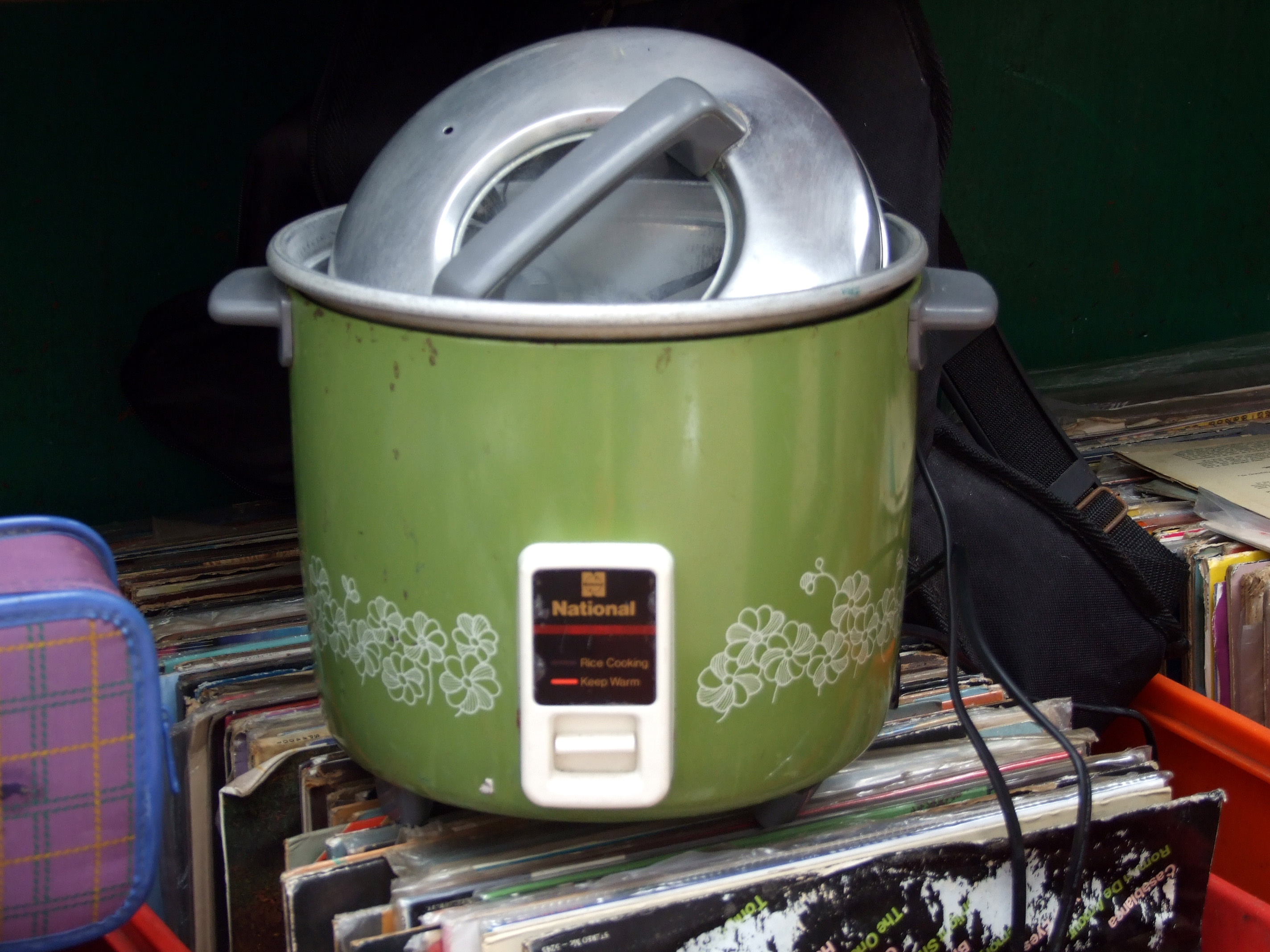
附有玻璃窗蓋的「樂聲牌」電飯煲

1955年東芝推出名為「電飯煲」（Denkigama）的電飯煲，在盛米鍋與發熱器之間注水加熱煮沸，再藉沸水間接將米煮成飯。松下其後成立電飯煲部門，其部份負責人坂本達之亮開發一款名「炊飯器」的電飯煲，直接將把鍋內的米煮成飯，免卻每次煮飯均需添水的麻煩。坂本帶了幾個新產品造訪在東京營商的蒙國平，並展示及示範其用途，蒙國平意識到新產品的商機，隨即通知在香港的兒子，當時香港人是燒火水爐、炭爐或柴灶，用瓦鍋煲飯煮粥，蒙民偉亦意會到電飯煲將會帶來一場廚房現代化革命，而當時市面居領導地位的歐、美電器製造商沒有同類產品，沒有競爭對手，可以傾全力開發市場。
蒙民偉向松下訂購100個電飯煲運到香港，當時戰後不久，香港人仍有反日情緒，更認為日本貨品質差劣，戲稱為「日半貨」，意謂產品用不上一天半便會壞掉。加上電飯煲為新產品，單看其白色外表，沒法知道其用途，更有人誤會其為新式痰盂。蒙民偉採用親身示範作為推銷方式，與兩名下屬帶著電飯煲、糯米和臘腸挨家挨戶向主婦示範無火煮飯，主要為北角一帶的中產家庭，贏得顧客口碑。其後蒙民偉開始在銅鑼灣的大丸百貨內及附近的戲院前、新界的餐廳和日本人俱樂部推銷電飯煲。經過連串的努力，成功贏得「電飯煲即是樂聲牌」的印象，銷售量由最初的100個激增至1965年的每年88,000個，佔松下電飯煲出口量的一半。
電飯煲的成功，除了歸功於推銷手法得宜外，更與蒙民偉細心的觀察力分不開。他注意到香港人在煮飯時候，喜歡順便將鹹蛋、臘腸或用架盛碟上的餸菜在飯面蒸熟，但蒸的時間很重要，於是便經常打開鍋蓋檢視，但一打開蓋看，飯就容易夾生，蒙民偉因此便向松下要求在鍋蓋上嵌一個玻璃窗，以便觀察煮飯的生熟程度。松下的技師佐野啟明在鍋蓋上加上一面向內凹陷的玻璃窗，解決水蒸氣遇上玻璃凝成水份倒流的問題，而坂本再為這香港版電飯煲加上一個黑色半月形手柄，一直沿用數十年，直到電腦型電飯煲興起才止。50多年來經蒙民偉手賣出的電飯煲約有1,000萬個，一個連一個排列起來，其長度達到3,000公里，可以比擬萬里長城。

### 向索尼說不
1963年蒙民偉隨同松下參加在芝加哥舉行的「消費者電器展覽會」（Consumer Electronics Show），其時正銳意開拓美國市場的索尼亦有參展，蒙民偉在展館內碰見當時擔任副社長的盛田昭夫，盛田與他閒聊一會後，邀請蒙民偉下次到日本時再會面。
蒙民偉在參觀完展覽會後再往歐洲轉了一圈，才飛赴東京，他致電盛田後兩人相約翌天吃飯。盛田在柳橋的高級茶屋宴請蒙民偉，席上盛田詢問他可否替索尼辦事，其時一間公司掛兩個招牌分別代理敵對公司的產品十分普遍，蒙民偉以跟松下幸之助有約在先而予婉拒。
二十多年後，盛田昭夫訪問香港，在富麗華酒店向財經界人士發表索尼發展「Walkman」的演講，蒙民偉亦有列席，在聚餐及交談時間向盛田打招呼，盛田一把拉著鄰座的太太介紹說：『這一位是蒙先生。回絕索尼代理權的，世上只有他一個。』

### 三種神器
1960年代在日本是「三神器」——黑白電視機、雪櫃及洗衣機最暢銷的年代。「信興行」在1960年更名為「信興電器貿易」，更獲得松下有股份的星牌（JVC）影音產品總代理權，信興於1962年在尖沙咀重慶大廈地下開設首家樂聲牌陳列室。
蒙民偉亦開始引入松下的白色家電，作為頭砲的雪櫃卻因松下沒有商業性輸出經驗而接連受挫。首張訂單30個雪櫃包裝在密封木箱內於船運途中全數損壞；第二次訂購80部，松下汲取經驗改用框架，但卻因用錯長釘將雪櫃壁上開了一個一個小釘洞，蒙民偉一氣之下將有洞的雪櫃運回九龍塘家中的花園，排成一行，晚上睡在上面。蒙民偉為此事在1966年乘以父母之名設宴招待松下高層，來賓包括松下幸之助夫婦及松下正治夫婦，蒙民偉致辭：『松下實在了不起。在雪櫃也開了洞，還免費附送鐵釘。我想，松下首創這種把空氣往外送的雪櫃。』把松下幸之助氣過半死。但從此松下在物流上加倍小心，更邀請蒙國平擔任顧問，輸出的家電因改良包裝更有長足的發展。
隨著1970年代香港新興中產階層的出現，住屋環境的改善，無綫電視的啟播，香港對「三種神器」的需求日增，蒙民偉重視商機，深明以客為先的道理，更懂得產品的宣傳，早於1962年已在彌敦道上豎立當時全港最大的霓虹光管招牌，並舉辦大型產品展覽會，廣設產品陳列室，配合周全的售後服務，使樂聲牌贏得消費者的口碑，迄立數十年不倒。

## 家庭
蒙民偉一直在位於九龍塘的大宅居住，是其父親於1943年以22,000日本軍用手票購入。蒙民偉的父親蒙國平於1981年去世，而母親黃花沃於8年後的1989年相繼離世。
1945年蒙民偉經父執朋友介紹，認識僑居神戶並在關西學院大學就讀的楊雪姬（Serena Yang Hsueh-chi），當時蒙剛開始與松下合作，在他赴日談生意時，兩人才有機會見面。當楊雪姬畢業後，獲頒文學士學位，經蒙及其父介紹進入松下工作。1958年兩人成婚，楊雪姬為蒙家誕下三子三女，長女蒙倩兒（Cynthia）在婚後翌年的1959年出生，1962年誕下長子蒙德揚（David）、1964年次女蒙蕙兒（Viola）出生，但次子蒙德聰（Duncan）僅1歲多便因感染斑疹傷寒而早夭，楊雪姬自此放棄工作，專心留在家照顧孩子，幼子幼女蒙德勳（Stephen）及蒙藻兒（Josephine）分別於1970年及1971年出生。
蒙民偉經常往內地公幹，在上海投資時，於1989年認識了比他年輕30多年在日本餐廳工作的女侍應王蓓芬，其後更協助王蓓芬取得單程證來港定居，兩人育有幼女蒙珮兒（Perlie）（1994年出生），而蒙民偉與楊雪姬維持了44年的婚姻最終步向破裂，於2001年宣佈分居，一年後正式離婚，高院法官夏正民（Justice Michael Hartmann）基於蒙、楊年紀大，而雙方子女已成年，運用酌情權，將42日冷靜期濃縮為一日，於2002年1月22日雙方回復自由身，涉及46億港元巨額家產，兩人最終庭外和解，傳聞楊獲得10億港元贍養費。蒙民偉離婚後順理成章與王蓓芬註冊結婚。
楊雪姬於丈夫與王蓓芬之女兒（蒙珮兒）出生後，與蒙民偉的關係日漸疏離，毅然決定於1994年在62歲之齡以訪問學生身份進入香港大學修習心理學，更成為心理學系名譽高級附屬研究員，其後於2010年獲香港大學頒授名譽社會科學博士學位。
長子蒙德揚（香港賽駒「日就月將」、「日新月著」、「日頌月讚」馬主）在洛杉磯加利福尼亞大學（UCLA）取得電子工程學位，於1985年回港渡寒假時被蒙民偉安排到松下實習，一住四年，再赴聖塔克萊拉大學（Santa Clara University）修讀工商管理碩士，期間更負責信興在旧金山的分公司營運工作。於1991年學成後回港正式加入信興集團，逐漸接棒成為第二代領導人。蒙德揚的妻子為居港日僑園田惠美（Sonoda Emi），外父是味之素的總裁之一。蒙民偉長女蒙倩兒在信興投資部門擔任兼職，而其餘三名兒女則長居美國。蒙民偉疼愛幼女蒙珮兒，她自4歲開始習琴，考獲鋼琴演奏級，曾在劉詩昆中心舉行的青少年鋼琴比賽中奪冠，蒙民偉更安排她在信興集團創業55周年晚宴上獻技表演，並在「郎朗樂聲獻香江」演奏會中與郎朗表演四手聯彈。
蒙民偉工餘時喜歡釣魚、游泳及打高爾夫球，能操流利粵語、普通話、滬語、英語及日語。他經常對員工說「要積穀防飢、絕不投機」。

### 晚年
蒙民偉於1995年證實患上前列腺癌，於2010年年初病情持續惡化，入住養和醫院，更缺席信興每年舉辦的傳媒春茗，其後出現肺炎及血科病，時任特首曾蔭權和商界朋友都曾往探望，留醫多月後，於7月21日傍晚病逝，家人子女陪伴在側。7月29日在香港殯儀館一樓大堂設靈，曾蔭權伉儷、中聯辦副主任黎桂康、香港大學校長徐立之、中文大學校長沈祖堯和新世界集團主席鄭裕彤等到場致祭，翌日早上8時30分開始安所儀式，徐立之和蒙民偉兒子蒙德勳先後致辭，9時30分舉殯，葬禮以天主教儀式舉行，擔任扶靈嘉賓有曾俊華、阪本俊弘、徐立之、松永大介、周亦卿、顧秉林、李岩松、潘永華、陳瑞顯和梁智仁，靈柩送往歌連臣角火葬場火化。

### 爭產風波
2010年10月20日在蒙民偉身故後不足百日，蒙的前妻楊雪姬與所生的五子女入稟香港高等法院，被告的兩間公司是信託基金「The Huge Surplus Trust」的受託人，以信託身份持有市值50億港元「信興集團」一半股份的資產，原訴人要求法庭聲明他們在信託所佔的實益擁有權，下令兩名受託人交代賬目及交出資產，如有需要會要求頒佈禁制令或賠償損失。

## 慈善活動

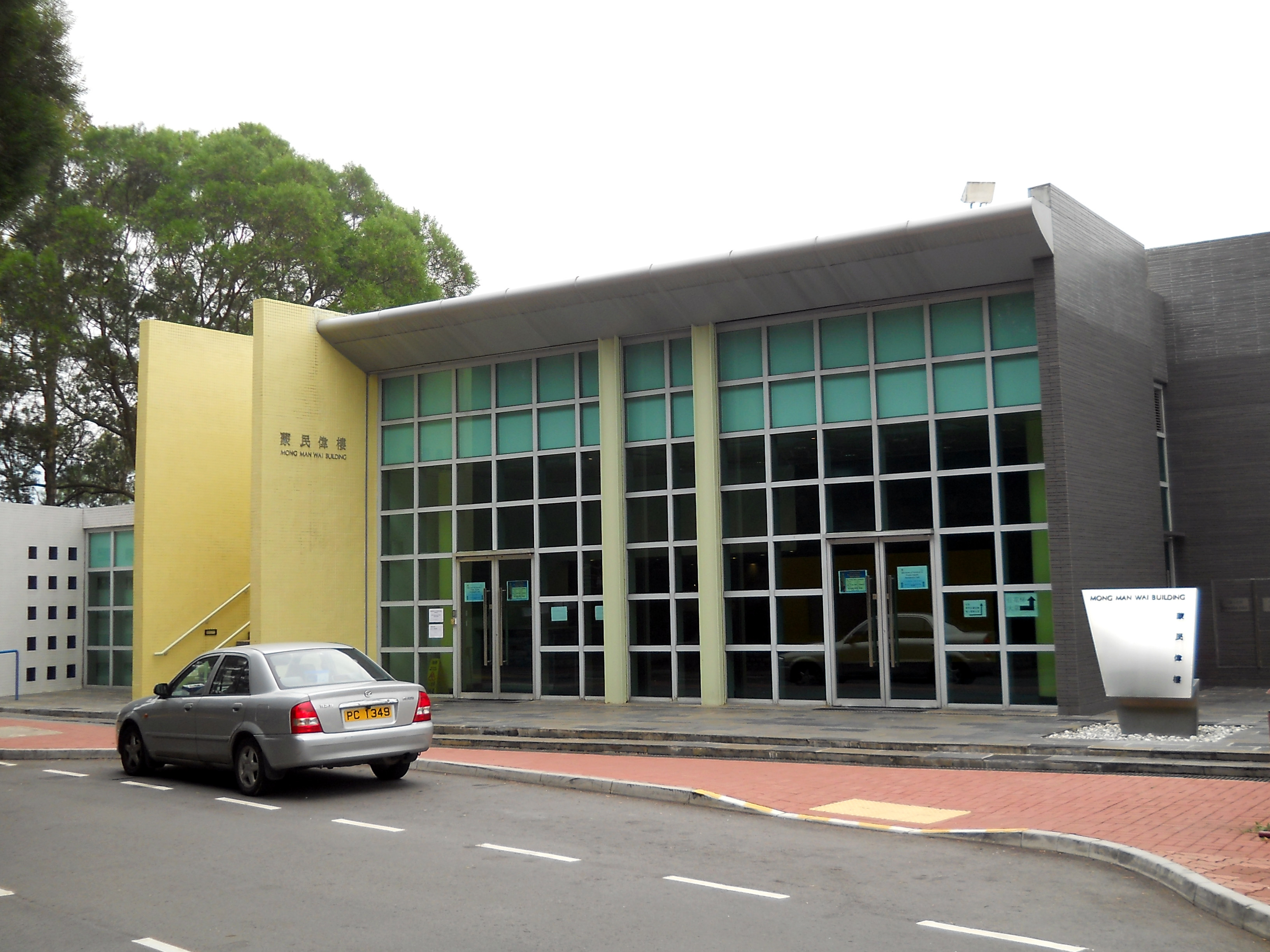
香港中文大學「蒙民偉樓」

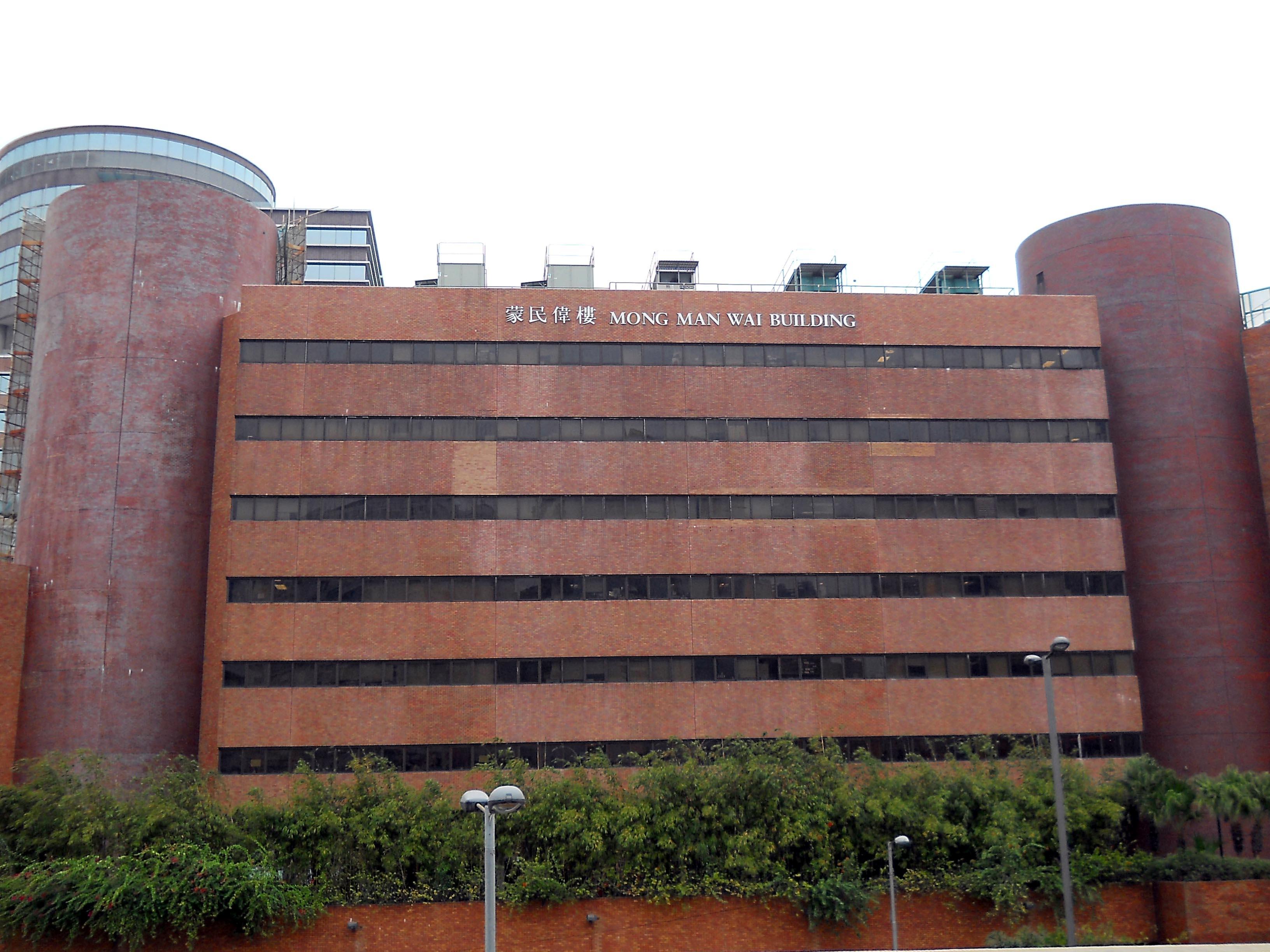
香港理工大學「蒙民偉樓」

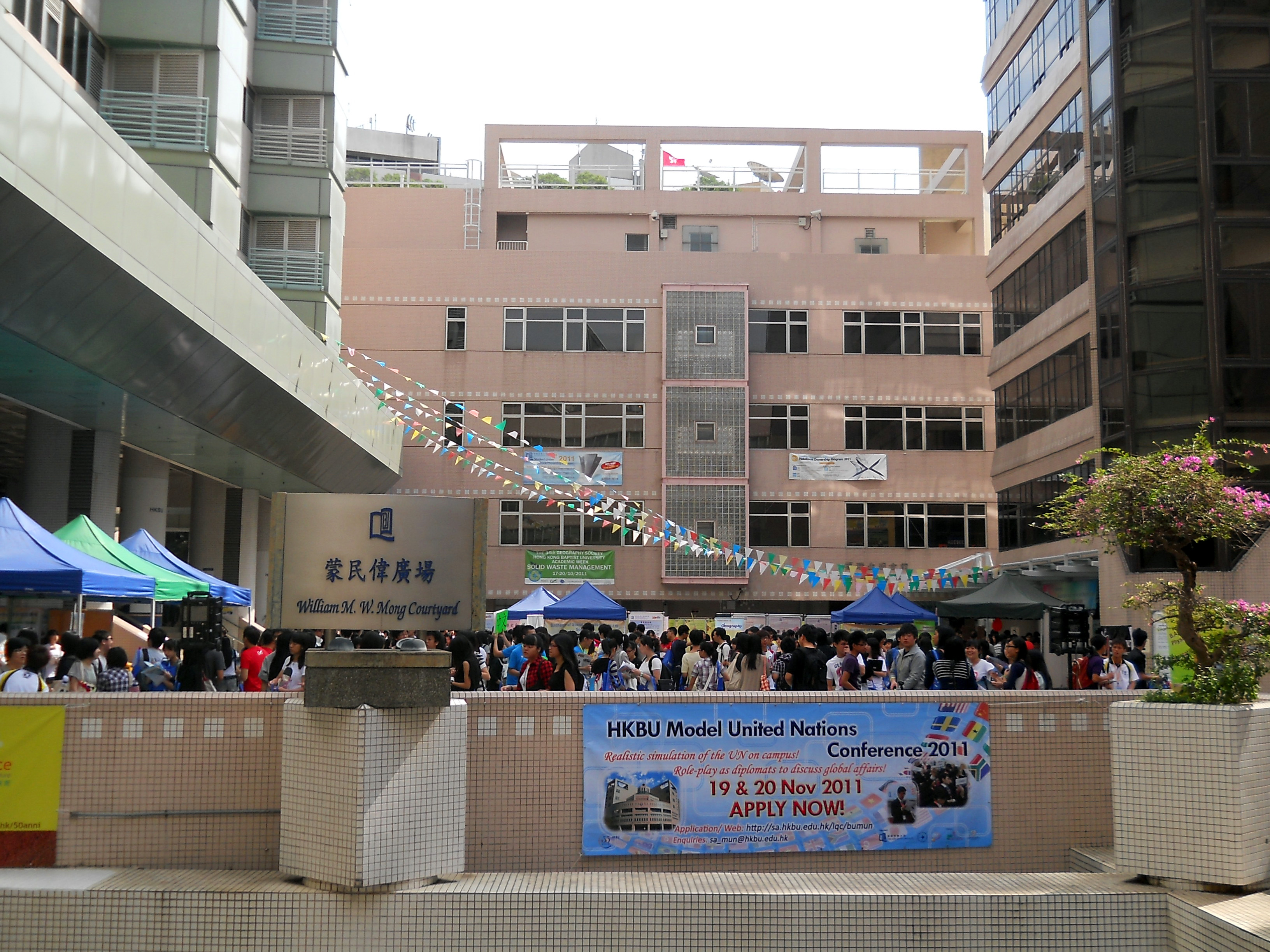
香港浸會大學「蒙民偉廣場」

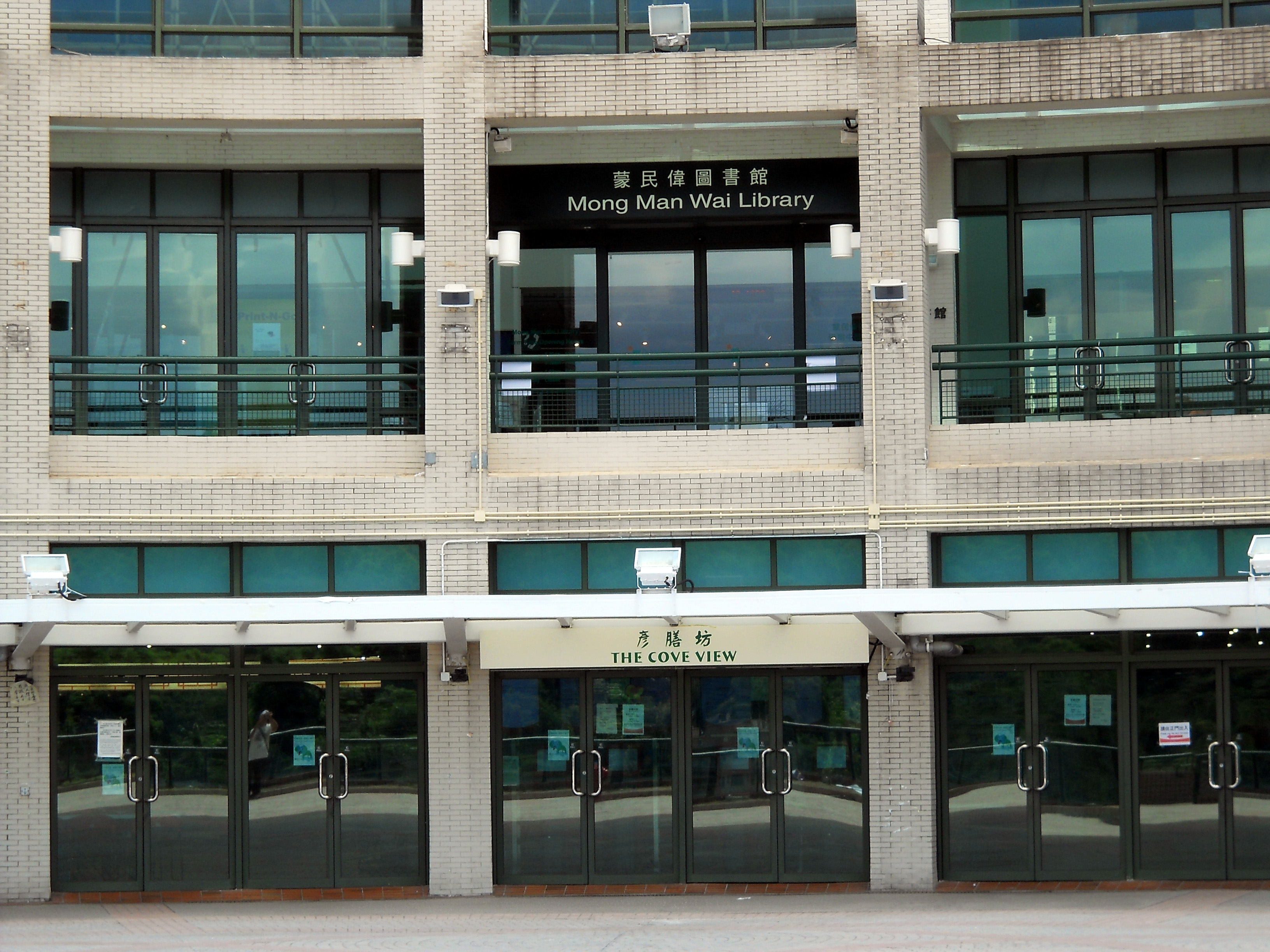
香港教育大學「蒙民偉圖書館」

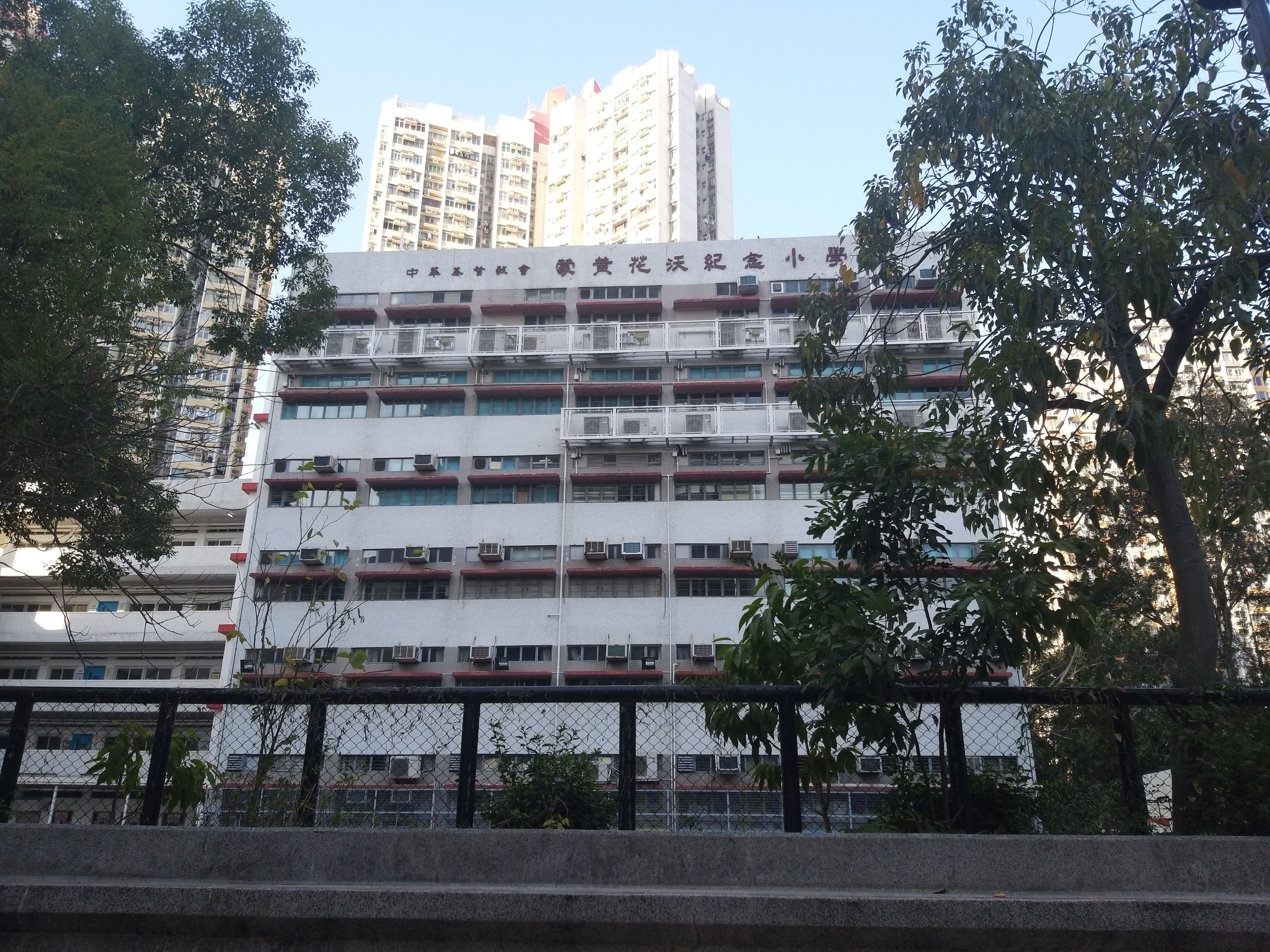
中華基督教會「蒙黃花沃紀念小學」

蒙民偉於1984年設立「信興教育及慈善基金」以回饋社會，並將信興集團的百分之十的利潤撥入基金。自以成立來，本著「取諸社會，用諸社會」的宗旨，支持各類公益慈善活動，截至2009年捐贈已逾5億港元。
蒙民偉熱心資助教育文化事業，惟捐資一定是要幫助理工科，在香港各所知名大學內也可以看到以蒙民偉命名的樓宇，包括香港中文大學科研大樓、香港理工大學教學大樓、香港大學的醫學大樓、香港城市大學行政及辦公室大樓、香港嶺南大學學生宿舍大樓等。在香港浸會大學還有蒙民偉廣場，香港都會大學有蒙民偉電腦實驗室，香港教育大學有蒙民偉圖書館，香港科技大學則成立了香港首間「蒙民偉半導體實驗室」，促進納米科技研究。蒙民偉亦有資助中國內地及海外的教育事業，在清華大學有學生文化活動中心、蒙民偉理學館、醫學與系統生物學研究所、清華大學—香港中文大學蒙民偉眼科中心等，同時捐助南京大學科學技術館、暨南大學理工樓、天津南開大學教學實驗大樓、台灣國立清華大學學生文化活動中心等。1996年蒙民偉捐贈150萬英鎊予英國剑桥大学悉尼·苏塞克斯学院，興建一幢多用途講學及會議廳大樓，獲命名為「蒙民偉樓」，是劍橋大學首幢以亞洲人命名的建築物。
2007年11月在蒙民偉慶祝八十大壽時，基金斥資1,000萬港元成立「蒙民偉國內香港大學交換生獎學金」，分別資助6所內地大學及6所本地大學的理工及工程科的學生進行交流。
由「信興教育及慈善基金」贊助或興建以蒙民偉命名的教育大樓包括：
1. 英國劍橋大學「蒙民偉樓」；
2. 清華大學「清華大學·香港中文大學·蒙民偉眼科中心」；
3. 清華大學「蒙民偉理科館」；
4. 清華大學「蒙民偉醫學系統生物學研究所」；
5. 清華大學「蒙民偉樓── 學生文化活動中心」；
6. 國立清華大學「蒙民偉樓── 學生文化活動中心」；
7. 南京大學「蒙民偉樓」；
8. 南開大學「蒙民偉樓」；
9. 浙江大學「蒙民偉樓」；
10. 暨南大學「蒙民偉理工樓」；
11. 香港大學「蒙民偉樓」；
12. 香港中文大學「蒙民偉樓」；
13. 香港中文大學「蒙民偉工程學大樓」；
14. 香港科技大學「蒙民偉納米科技研究所」；
15. 香港城市大學「蒙民偉樓」；
16. 香港理工大學「蒙民偉樓」；
17. 香港浸會大學「偉衡體育中心」（與何善衡聯合命名）；
18. 香港浸會大學「蒙民偉廣場」[14]；
19. 香港都會大學「蒙民偉電腦實驗室」；
20. 香港教育大學「蒙民偉圖書館」；
21. 嶺南大學「蒙民偉學生宿舍」。

以蒙民偉或家人命名的學校：
- 中華基督教會蒙民偉書院；
- 中華基督教會蒙黃花沃紀念小學，以蒙民偉先母黃花沃命名，位於屯門田景邨，是香港第二所採用標準中學校舍的小學；
- 已停辦的香港學位教師會蒙楊雪姬幼稚園，以蒙民偉前妻蒙楊雪姬命名，位於馬鞍山；

## 公職
- 曾任一國兩制研究中心顧問委員會委員；
- 曾獲委任為基本法諮詢委員會、四川省政協委員會及深圳市政協委員會委員；
- 香港電器製造業協會名譽主席；
- 南京大學董事會名譽董事長；
- 清華大學教育基金會顧問及清華大學高等研究中心基金會董事；
- 北京大學名譽校董及教育基金會名譽理事；
- 上海交通大學董事會名譽董事；
- 廣東暨南大學董事會董事；
- 香港科技大學顧問委員會榮譽委員；
- 香港浸會大學諮議會榮譽委員；
- 喇沙基金會會員。

## 榮譽
- 1988年獲日本天皇裕仁授予勳四等瑞寶章；
- 1994年獲法蘭西委員會（Comite de France）國際傑出人物金盃獎；
- 香港理工大學、香港大學、香港城市大學、香港都會大學、香港中文大學、谢菲尔德大学及香港科技大學頒授榮譽博士學位；
- 清華大學頒發顧問教授頭銜及名譽博士學位；
- 北京大學及上海交通大學頒發顧問教授頭銜；
- 浙江大學頒授名譽教授頭銜；
- 劍橋大學授予榮譽院士榮銜；
- 紫金山天文台於1996年將編號3678之小行星命名為「蒙民偉星」；
- 南京市政府更頒贈榮譽市民證書；
- 2006年獲香港特別行政區政府頒授金紫荊星章。

## 外部連結
- 信興集團 （页面存档备份，存于）